# Hald-Kærby Kommune
Hald-Kærby Kommune var en dansk sognekommune i Randers Amt fra 1842 til 1970. Kommunen bestod af Hald og Kærby Sogne. Den blev ved kommunalreformen i 1970 en del af Nørhald Kommune.